# Chusquea exasperata
Chusquea exasperata är en gräsart som beskrevs av Lynn G. Clark. Chusquea exasperata ingår i släktet Chusquea och familjen gräs. Inga underarter finns listade i Catalogue of Life.